# Daniel Kahn & The Painted Bird
Pour les articles homonymes, voir Kahn.
Daniel Kahn & the Painted Bird est un groupe de klezmer allemand fondé par l'auteur-compositeur-interprète et acteur juif-américain Daniel Kahn, originaire de Détroit, dans le Michigan. Le groupe a été formé en 2005 et est basé à Berlin. Cinq albums sont parus sur le label allemand de musique du monde Oriente Musik (de).

## Histoire
Daniel Kahn naît le 11 septembre 1978 à Détroit, aux États-Unis. Il étudie le théâtre et l'écriture à l'Université du Michigan. Après avoir obtenu son diplôme, Kahn déménage à la Nouvelle-Orléans, où il travaille comme pianiste de bar et est initié à la musique juive moderne,.
Le nom du groupe vient du titre du roman L'Oiseau bariolé (The painted bird en anglais) de Jerzy Kosiński.

## Style musical

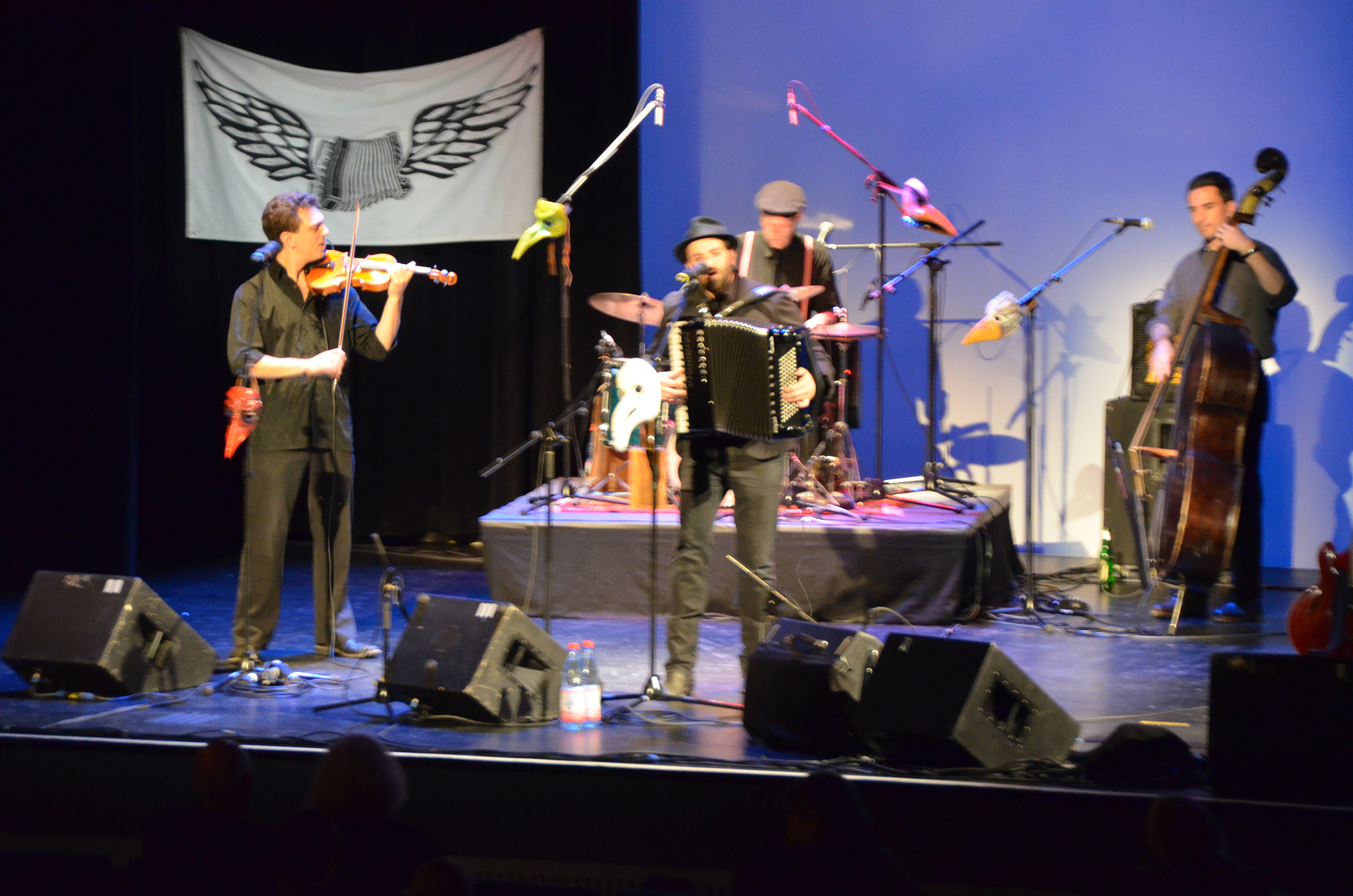
Daniel Kahn & the Painted Bird lors d'un concert à Berlin en 2015.

Daniel Kahn invente le concept de Verfremdungsklezmer, soit littéralement le « klezmer aliénant », pour décrire sa musique, en référence à la théorie du Verfremdungseffekt de Bertolt Brecht,. Le groupe décrit sa musique comme « un mélange de klezmer, de chansons yiddish radicales, de cabaret politique et de folk punk » ; leur style a également été comparé à la musique de Tom Waits et de Woody Guthrie.
Certaines chansons sont de Kahn, mais la plupart sont des adaptations de poèmes et de chansons d'auteurs juifs tels que Mordechaj Gebirtig. Les thèmes abordés sont souvent d'ordre sociopolitique, avec des sujets politiques variés, tels que l'organisation Nakam, un groupe de survivants de l'Holocauste dirigé par Abba Kovner qui conspire pour tuer six millions d'Allemands en représailles de l'Holocauste ; ou la réponse du gouvernement américain à l'ouragan Katrina, sur l'air de Dos Lid fun Titanik, une chanson yiddish de 1912 sur le naufrage du Titanic. Kahn chante également des chansons de Franz Josef Degenhardt, David Edelstadt, Boulat Okoudjava et Mark Warshawsky,. En 2016, il a traduit « Hallelujah » de Leonard Cohen en yiddish, ce qui suscite une certaine attention sur YouTube,.
Daniel Kahn chante en anglais, en allemand et en yiddish, mélangeant souvent plusieurs langues dans une même chanson. L'acte de traduction des paroles représente pour lui une source d'inspiration. Il lui arrive fréquemment de collaborer avec l'artiste russe Psoy Korolenko.

## Activisme et opinions politiques
Daniel Kahn a déclaré qu'il était très engagé politiquement, notamment en ce qui concerne les droits des femmes, les droits des réfugiés, les droits des migrants, les droits des prisonniers, l'islamophobie, l'antisémitisme, le racisme, l'autoritarisme, la brutalité policière et la violence armée. Il considère ces problèmes comme mondiaux, ayant vécu dans de nombreux pays différents.
Ses travaux portent sur la question de la mémoire autour du régime nazi et de la RDA (en particulier l'Ostalgie et le mur de Berlin) en Allemagne. Il estime que la culture du souvenir (de) du pays est une chose positive (comparée à l'absence d'une telle culture aux États-Unis, où « les atrocités de l'histoire américaine sont balayées sous le tapis à l'échelle nationale »). Il a déclaré qu'il aimerait voir « tous les murs du monde » devenir « des lignes de briques sur le trottoir … comme le mur de Berlin ».
Daniel Kahn participe à des événements célébrant les organisations bundistes, jouant de la musique pour l'anniversaire du jewish Labour Bund australien (en) à Melbourne, et pour les bundistes à Tel Aviv (en),.
Kahn déclare qu'il s'oppose aux gouvernements de Donald Trump, Viktor Orbán, Theresa May et Benjamin Netanyahu, même s'il les considère comme des « symptômes du problème » plus que comme de simples problèmes en eux-mêmes.
Il est un partisan de la revitalisation de la langue yiddish.

## Prix
L'album Lost Causes remporte le prix de la critique allemande du disque (en) en 2011. Bad Old Songs a été inclus dans la liste des meilleures critiques de disques pour le premier trimestre 2013. The Butcher’s Share atteint cette distinction au premier trimestre 2018.

## Discographie
- River Mouth (Earthwork Music, 2003)
- Pegboard Blues (Earthwork Music, 2004)
- Uprooted Oak (Earthwork Music, 2005)
- The Broken Tongue (Chasma Records, 2006[19], re-parution chez Oriente Musik, 2009)
- The Unternationale: The First Unternational (Auris Media, 2008)[20]
- Partisans & Parasites (Oriente Musik, 2009)
- Lost Causes (Oriente Musik, 2010)
- Bad Old Songs (Oriente Musik, 2012)
- The Butcher's Share (Oriente Musik, 2017)
- Bulat Blues (Oriente Musik, 2019)
- The Unternationale: The Third Unternational (Oriente Musik, 2020)
- The Unternationale: The Fourth Unternational (Oriente Musik, 2020)
- Word Beggar (Oriente Musik, 2021)
- The Building and Other Songs (Oriente Musik, 2023)